# Guajará
Guajará es un municipio de Brasil, situado en el estado de Amazonas. Con una población de 14.037 habitantes.  Está situada a 1.412 km de Manaus. Posee un área de 8.946 km².